# Allium nutans
Ciboulette de Sibérie
Pour les articles homonymes, voir Allium et Nutans.
Espèce
Classification APG III (2009)
Allium nutans, la Ciboulette de Sibérie, est une plante bulbeuse vivace de la famille des Amaryllidacées. Cette espèce d'oignon est originaire de la Russie européenne, du Kazakhstan, de la Mongolie, du Tibet, du Xinjiang et de la Russie asiatique (Kraï de l'Altaï, Krasnoïarsk, Touva, Sibérie occidentale, Oblast de l'Amour). Il pousse dans les prairies humides et autres endroits humides,,.
Il a pour synonymes :
- Allium tataricum Schult. & Schult.f.
- Allium undulatum Schousb. ex Trev.
- Porrum nutans (L.) Raf.

## Description
Allium nutans a un ou deux bulbes atteignant 20 cm de haut. Les hampes florales sont ailées et à 2 angles, 30 à 60 cm de haut. Les feuilles sont plates, se rétrécissant aux deux extrémités, 6|à 10 mm de large à l'endroit le plus large (rarement à 15 mm), environ la moitié aussi longtemps que les hampes. Les ombelles sont sphériques, avec de nombreuses fleurs roses à violet pâle,,,.